# Regard des Messiers
Le regard des Messiers est un regard, c'est-à-dire un ouvrage permettant l'accès au réseau des eaux de Belleville, situé dans le 20e arrondissement de Paris, en France,.

## Description
Le regard prend la forme d'un petit bâtiment en pierre, au toit triangulaire. L'accès s'effectue par une porte en bois, située sur la façade. L'intérieur du regard comprend une vasque rectangulaire. Selon M. Louis Tesson, figurerait l'inscription suivante :
REGARD des MESSIERS a été

reconstruit en novembre 1811

étant monsieur le comte frochot

préfet du département de

la seine.

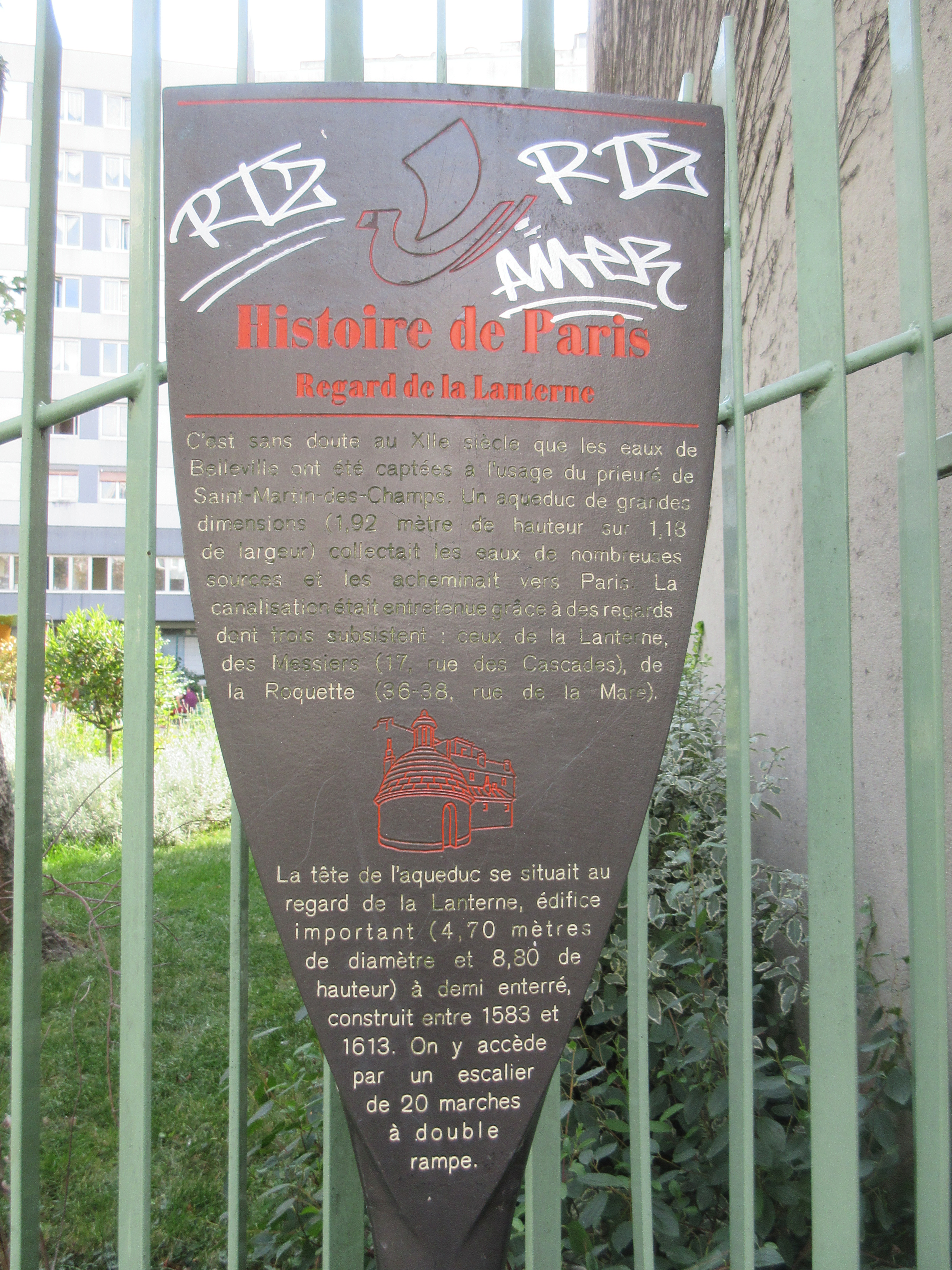
Panneau Histoire de Paris
« Regard de la Lanterne ».

Le regard est nommé en référence aux gardes chargés de veiller sur les vignes des coteaux.

## Situation et accès
Situé dans un petit jardin pentu, le regard est accessible par le 17, rue des Cascades, dans le 20e arrondissement de Paris. Il est situé sur les pentes de la colline de Belleville.

## Historique
Le regard a été classé monument historique pour la première fois le 6 novembre 1929. Cet arrêté a été annulé à la suite du classement des eaux de Belleville le 6 février 2006.